# Atlas Lingüístic de Catalunya
L'Atlas Lingüístic de Catalunya (ALC) és el primer atles lingüístic de la llengua catalana i també el primer elaborat a la península Ibèrica, preparat i realitzat per Antoni Griera i Gaja i començat a publicar en 1923. L'ALC, per ordre d'aparició, és el segon atles lingüístic de la Romània, editat després de l'Atlas linguistique de la France de Jules Gilliéron i del qual adoptà la metodologia de treball. Entre 1923 i 1926 foren publicats quatre volums per l'Institut d'Estudis Catalans (IEC). L'esclat de la Guerra d'Espanya (1936-1939) interrompé la publicació, represa entre 1962 i 1964 (volums 6, 7 i 8) per l'Instituto Internacional de Cultura Románica, fundat per Griera a Sant Cugat del Vallès. Del volum 5, incomplet, no consta l'any d'edició.
Griera havia estat deixeble de Gilliéron, catedràtic de dialectologia a l'École des Hautes Études de París. L'ALF de Gilliéron fou publicat entre 1902 i 1910, en dotze volums, i contenia referències de cinc localitats de la Catalunya del Nord: Oleta, Illa, Arles, Ribesaltes i Cotlliure. De fet, l'ALC nasqué com a continuació meridional de l'ALF. Griera adoptà la metodologia de Gilliéron per al seu ALC, fins i tot les transcripcions fonètiques. Els treballs de recollida de dades de l'ALC s'iniciaren en 1912 i acabaren en 1922. tot arreplegant informació de tota l'àrea lingüística llevat de l'Alguer.
Griera és l'únic enquestador i redactor de les entrades dels quatre primers volums de l'ALC, que, de manera general, entrevista un únic informador per localitat, en total cent llocs. L'enquesta constava de 1.356 preguntes. La informació arreplegada es concentra, sobretot, a l'àrea de la Catalunya estricta, amb escassa densitat de punts d'informació al País Valencià, només tretze. L'ALC recull informació de dotze localitats de les Illes (d'Eivissa una i de Menorca dues), dotze de la Franja de Ponent, una d'Andorra i cinc de la Catalunya del Nord que no coincideixen amb les de l'ALF de Gilliéron. Griera també inclou a l'ALC la Vall d'Aran (Vielha i Bossòst) de parla occitana.
Els primers quatre volums de l'ALC (1923-1926), que constitueixen la primera part de l'obra, contenen una introducció i la informació cartografiada de les entrades des d'«abans-d'ahir» [sic] fins a «els estreps». Per discrepàncies, Griera trencà amb l'IEC en 1932, de la qual cosa es ressentí la continuació de la publicació de l'ALC. La guerra interrompé el treball d'edició de l'ALC i gran part dels materials es perderen. Griera reprengué la publicació de l'ALC en 1962 amb l'ajut d'un nou enquestador, Antoni Pladevall i Font. La segona part de l'obra inclou les entrades des d'«estripar» fins a «les xurriaques».
La interrupció de l'ALC pel conflicte bèl·lic que afectà els Països Catalans en 1936-1939, i, altrament, les característiques metodològiques del treball de Griera, propiciaren una nova proposta d'atles lingüístic dels territoris de llengua catalana, concretada per Antoni M. Badia i Margarit, Joan Veny i Clar, l'Atles Lingüístic del Domini Català.

## Localitats de l'ALC
Relació de localitats on foren fetes les enquestes de l'ALC, de la número 1 (Campo, a la Ribagorça) a la 104 (Elna, al Rosselló), però hi manquen els números 96, 97, 98 i 99.
Andorra
9: les Escaldes.
Catalunya estricta
5: Durro. 6: Esterri d'Àneu. 7: Sort. 8: la Seu d'Urgell. 10: Puigcerdà. 11: Llanars. 12: la Jonquera. 13: Figueres. 14: Cadaqués. 21: Àger. 22: Tremp. 23: Artesa de Segre. 24: Oliana. 25: Solsona. 26: Berga. 27: Avinyó. 28: la Pobla de Lillet. 29: Sant Bartomeu del Grau. 30: Vic. 31: Ripoll. 32: Sant Hilari Sacalm. 33: Olot. 34: Amer. 35: Banyoles. 36: Girona. 37: Torroella de Montgrí. 39: Alcarràs. 40: Lleida. 41: Balaguer. 42: les Borges Blanques. 43: Tàrrega. 44: Santa Coloma de Queralt. 45: Calaf. 46: Igualada. 47: Manresa. 48: Terrassa. 49: Castellterçol. 50: Centelles. 51: Granollers. 52: Cabrera de Mataró. 53: Blanes. 54: Sant Feliu de Guíxols. 58: Gandesa. 59: Flix. 60: Falset. 61: Alforja. 62: Montblanc. 63: Valls. 64: Tarragona. 65: el Vendrell. 66: Vilafranca del Penedès. 67: Vilanova i la Geltrú. 68: Barcelona. 70: Ulldecona. 71: Tortosa.
Catalunya del Nord
100: Sallagosa. 101: Formiguera. 102: Catllar de Conflent. 103: Serrallonga. 104: Elna.
Franja de Ponent
1: Campo. 2: Benasc. 15: Fonts. 16: Binèfar. 17: Graus. 18: Peralta de la Sal. 19: Tamarit de Llitera. 20: Benavarri. 38: Fraga. 55: Maella. 56: Calaceit. 57: Mequinensa.
Illes Balears i Pitiüses
84: Eivissa (municipi). 85: Andratx. 86: Sóller. 87: Ciutat de Mallorca. 88: Llucmajor. 89: Porreres. 90: Pollença. 91: Felanitx. 92: Manacor. 93: Artà. 94: Ciutadella. 95: es Migjorn Gran.
País Valencià
69: Morella. 72: Llucena. 73: Benassal. 74: Castelló de la Plana. 75: Alcalà de Xivert. 76: València. 77: Sagunt. 78: Alacant. 79: Cocentaina. 80: Alzira. 81: la Vila Joiosa. 82: Gandia. 83: Dénia
Vall d'Aran
3: Bossòst. 4: Vielha.